# 炎亞綸
炎亞綸（1985年11月20日—），本名吳秉孺，原名吳庚霖，台灣男歌手、詞曲作家、演員及主持人。2005年加入男子偶像團體「飛輪海」後開始活躍於娛樂界。出道時為華研國際音樂旗下藝人，2020年加入台灣索尼音樂。
2011年，炎亞綸發行個人迷你專輯《下一個炎亞綸》；2012年，發行個人正規專輯《紀念日》。2013年加入日本波麗佳音，並先後發行單曲“Moisturizing”、“Gelato”。

## 早年生活
吳庚霖出生於臺北市，父親是臺大醫院腎臟科醫師。三歲開始學習鋼琴，並學習長笛、豎琴、繪畫、網球。為了拍攝電視劇《給愛麗絲的奇蹟》，炎亞綸學習小提琴。小學時因爸爸在耶魯大學工作，炎亞綸居住康乃狄克州五年，因此擅長英語；由於經常去日本宣傳，也學習一些日語。受訪時稱自己在國中時期曾被同學霸凌。
他就讀臺北市士林區雨農國民小學、臺北市立弘道國民中學、臺北市立成淵高級中學。大學原就讀中國文化大學新聞學系，後來畢業於景文科技大學應用英文學系。

## 演藝事業

### 2005－2010年：出道、飛輪海
炎亞綸在網路上被經紀人發掘而成為藝人，拍攝首部電視劇《安室愛美惠》《我的寵物老公》。其後加入組合飛輪海，在裡面為年紀最小。經過幾年發展，積累人氣成為亞洲當紅組合，粉絲遍及台灣、中國大陸、香港、日本、新加坡和馬來西亞等地區。參與團體專輯，包括：《飛輪海》、《雙面飛輪海》、《越來越愛》以及《太熱》。連續四年擔任台灣觀光代言人，幫忙推廣台灣旅遊。舉行《想入飛飛世界巡迴演唱會》，足跡遍佈台北、香港、澳洲、北京、上海、南京、澳門、新加坡及馬來西亞，人氣一時無兩。組合時期，曾在中國大陸、台灣、香港、新加坡和馬來西亞奪得多個團體獎項，包括：最受歡迎組合大獎、年度金曲、年度人氣大賞以及十大銷量唱片等殊榮，紀錄了組合在華語音樂史上所得到的認可。
炎亞綸在此期間專注組合歌唱活動，但亦有參與戲劇演出，包括《惡作劇之吻》、《終極一班》、《驚異傳奇》、《熱情仲夏》、《終極一家》、《公主小妹》、《惡作劇2吻》、《死神少女》及《愛似百匯》。在《霹靂MIT》更首次擔任男主角，飾演聰明睿智卻被病痛困擾的詹士德一角，為未來的演員之路打下基礎。

### 2011－2012年：單飛事業
炎亞綸發行首張個人迷你專輯《下一個炎亞綸》，單是預購銷量已經突破六萬張，榮登「年度新人王」，足以證明自身人氣和魅力。隨即展開一連串全台預購簽名會，每場的人數都爆滿，尤其是首場西門町紅樓，炎亞綸從下午三點開始簽名到隔夜凌晨一點。該專輯在中國大陸不同榜單中奪得冠軍達235次，登上銷售冠軍達數週，主打歌〈下一個我〉也在各大音樂排行榜中位居第一名。兩個月內，到達十多個城市舉辦宣傳活動，包括：北京、上海、成都、武漢、香港、重慶、杭州、南京、廣州等。憑藉這張迷你專輯，以6.8萬銷量奪得2011年台灣年度唱片銷售榜第三名，僅次於羅志祥和孫燕姿。
炎亞綸推出單飛作品遭到粉絲質疑導致飛輪海的解散。唱片公司駁斥，表示對團體或個人皆有規劃。
2012年，發行首張個人專輯《紀念日》，收錄共10首歌曲。因上一張迷你專輯的好成績而感到焦慮，自我要求甚高導致錄音過程飽受挫折，更因為控制體重暴瘦了7公斤。在中國大陸舉行全國簽售會，包括：上海、廣州、北京、成都以及重慶等。
同時，亦有參與新的戲劇作品，與修杰楷、楊貴媚合作《給愛麗絲的奇蹟》。炎亞綸為了飾演小提琴家賀霆宇，不惜苦練琴技，為了將角色詮釋到最好。戲劇收視僅有0.56%，不符合原來的期望。也因為戲劇角色情緒陰沉，導致未能馬上出戲，現實情緒受影響，再加上收視低迷，結果令其陷入情緒低潮。
出席上海雪碧明星籃球賽，與科比、周杰倫、吳尊、陳建州、林俊傑等同場競技，並在場上演唱。
出席央視「光榮綻放·十大新銳歌手」演唱會，與周筆暢、張靚穎、張杰、楊宗緯等兩岸三地歌手同台獻唱，更獲得主辦方頒發“十大新銳歌手”的殊榮，並出席央視「啟航2013跨年晚會」，與潘瑋柏、胡夏、陳楚生等同場表演，演唱〈下一個我〉。

### 2013－2015年：國際活動及電視劇演出

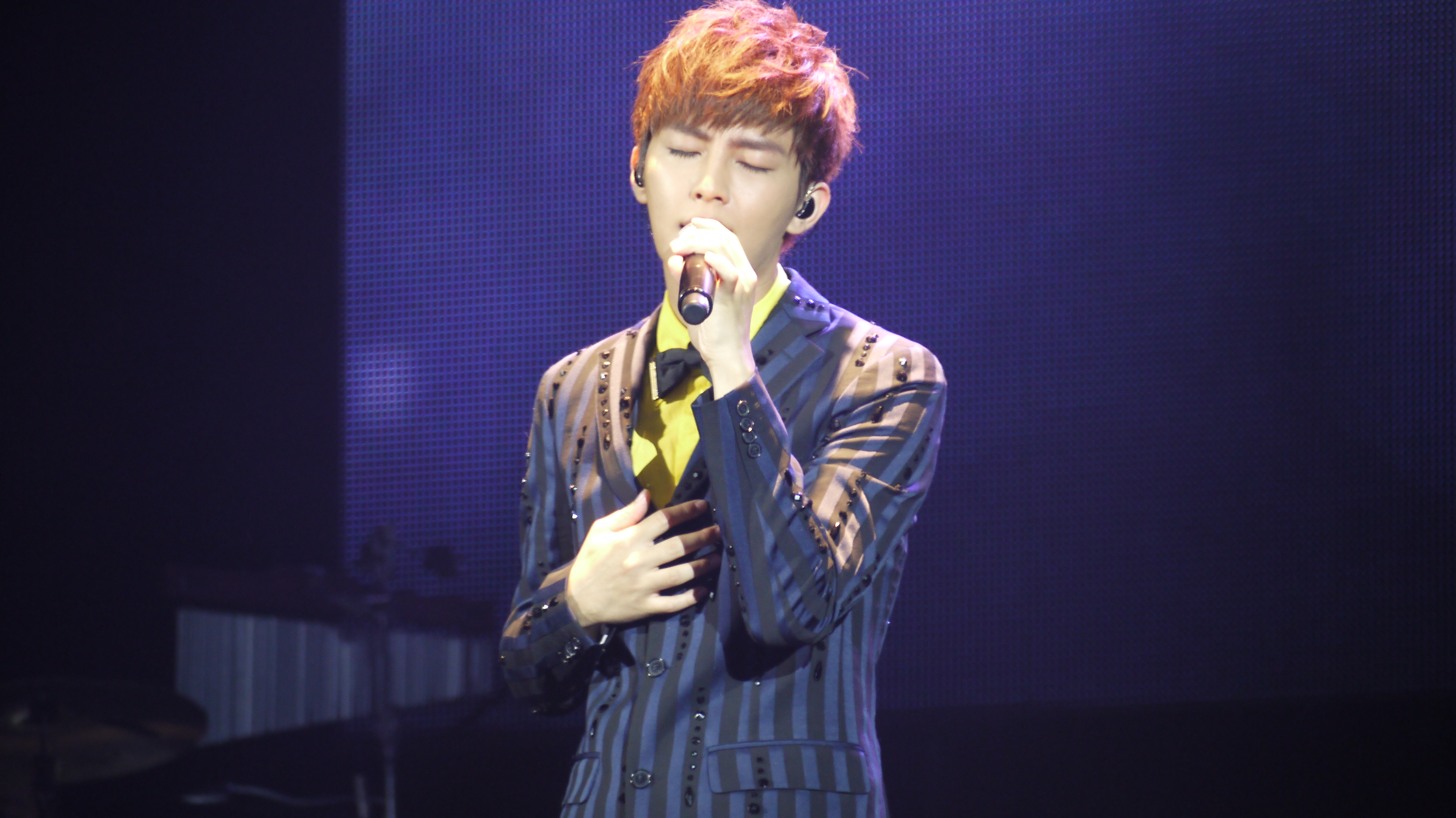
炎亞綸於2013年香港睡不著音樂會

獲邀參與各地大型音樂節，包括香港亞州流行音樂節 HKAMF，與少女時代、橘慶太等藝人同場演出；日本大型音樂盛事A-Nation夏日音樂季，以中文、英語、日語演出；以及由任魯豫、謝娜主持的央視音樂頻道「星光璀璨2013新民歌演唱會」獻唱三首歌曲。
參與第三屆全球流行音樂金榜在加拿大溫哥華大劇院的慶功演唱會，以及在商場舉辦的宣傳活動，在演唱會上與蔡依林、潘瑋柏、胡夏等同場表演。
首次接拍三立華劇《就是要你愛上我》，與郭雪芙共同擔任男女主角，飾演機車的職場上司齊翼，與女主角程亮亮發生逗趣又歡樂的職場愛情故事。
推出個人文字書《第一本成長備忘錄 夢遊私台北》，並同步發行單曲《台北沉睡了》。在中國大陸舉辦多場巡迴簽書會，包括：南通、上海、天津、廣州、福州以及成都等。
拍攝香港無綫電視（TVB）《A Time Of Love 愛情來的時候》愛情音樂電影，與日本影星渡邊直美、香港演員王祖藍合作。電影中飾演台灣麵包師傅陳大天，為了奪得麵包秘方遠赴日本三百年歷史的日本和菓子老店「和田屋」。
出席台視超級巨星紅白藝能大賞，與EXO、張惠妹、吳克群、林宥嘉、鄭伊健、陳小春等同台演出，在舞台上化身情歌王子自彈自唱「可能你還愛我」。
繼續與三立合作戲劇，與李毓芬合作《愛上兩個我》。在劇中一人分飾兩角，陽光溫暖的創作者小鹿以及狂妄不羈的廣告才子路天行。戲劇在台灣收視排名連續20週取得第一名， 完結篇收視率達2.58%。該劇版權外銷到香港、新加坡、馬來西亞和泰國。同時發行專輯《Drama》和《Cut》，收錄配合戲劇的歌曲〈這不是我〉和〈擋不住的太陽〉等。他在廣州、成都、北京和上海舉行《Drama》及《Cut》新專輯粉絲見面會，亦攜同迷你專輯於中國內地其他十多個城市進行宣傳。他贏得第19屆新加坡金曲獎「最受歡迎男歌手獎」，同時獲頒「全方位藝人獎」及「觀眾票選最喜愛封面」。
出席2014大馬金視獎，頒發最佳電視劇歌曲、最佳電視電影、最受歡迎電視劇，以及擔任壓軸嘉賓頒發最佳電視劇，並演唱歌曲「擋不住的太陽」。
成為台灣第一位推出Line付費貼圖的藝人，總共設計了40款貼圖，推出一星期後登上靜態貼圖第3名。
首次接觸電影領域，擔任電影《選擇遊戲》男主角，與前韓國女子組合MissA成員王霏霏、狄龍、張翰、譚耀文及郭品超合作，表示電影情節消耗體力，既要踩單車上山又要被火燒，所以結束拍攝後體能提升不少。除了演出電影以外，還嘗試電影《貓影特工》配音工作。但亦有參與戲劇演出包括《阿憲走著瞧》。
2013年，他加盟日本波麗佳音，以英文名Aaron發行單曲《Moisturizing》和《Gelato》，亦同時為兩部戲劇演唱歌曲。首張日本單曲《Moisturizing》在3月25號早上空降日本ORICON公信榜第10名，成為台灣有史以來最年輕男歌手打進日本歌壇紀錄。東京、琦玉和大阪舉辦之三場單曲發行見面會皆充滿人潮。
參與在澳門舉辦的【ENERGY I Want Music 演唱會】，與那英、曹格、Infinite、Block B等同場表演。
出席第十屆首爾國際電視節，李敏鎬、李準基、鍾漢良、林依晨等亦出席領獎。與張翰、神木隆之介同獲亞洲之星獎，亦在頒獎典禮上與G.NA演唱歌曲〈二分之一〉。

### 2016－2017年：電視劇、《Monochrome Dandy》
參演由高群書執導、趙本山主演的賀歲喜劇電影《過年好》，飾演住在外地的華僑皮特，電影在二月於中國內地上映。
榮獲美國網站「TB World」邀請的三位美容專家認證為「全球第27帥」，為該年榜單唯一上榜的台灣藝人。
與三立電視台再次合作，和同門師妹曾之喬主演《後菜鳥的燦爛時代》，繼八年前《愛似百匯》停拍後再一次合作。此劇是繼《愛上兩個我》之後，再次蟬聯收視冠軍的作品，連續17周登上收視第一位，收視率曾達到2.91%，創造「後菜鳥」風潮。將炎亞綸的演員之路推上巔峰，成為新一代「偶像劇小天王」，該劇的版權更外銷到日本、香港、新加坡、馬來西亞等亞洲地區，以及美洲、歐洲、非洲、澳洲、紐西蘭、中東、菲律賓、印度、印尼等。出席香港國際影視展，並出席台灣影視酒會宣傳該部作品。
首次參演中國大陸戲劇，拍攝由鍾漢良和江疏影主演的《一路繁花相送》，並且擔任三位主要演員之一，飾演創業家林樂清，默默守護女主角身邊十年卻不求回報的付出。發佈第三張日本單曲《Monochrome Dandy》，並前往大阪以及東京舉辦兩場宣傳活動。
參演由台灣導演陳銘章執導，陸毅和郭采潔主演的《親·愛的味道》，擔任溫柔多金的公子林暄一角。出席「反撩大作戰發佈會」，與導演陳銘章、郭采潔、陸毅、李莎旻子等大跳廣場舞，在發佈會上用甜甜圈「示愛」郭采潔。結束戲劇拍攝後在日本舉行見面會，與四百名粉絲赴東京共度兩天一夜的旅行，遊覽富士山美景、燒烤、舉行籃球競賽等。受邀出席2017杭州第五屆十大華語電影表彰典禮擔任開獎人。
他在懸疑推理電視劇《請賜我一雙翅膀》中飾演不善言辭但冷靜睿智的警察龍天羽；此角色有別於以往飾演之角色類型，且首次嘗試動作戲。電視劇廣告登上紐約時代廣場，面膜品牌MG美即砸重金買下大屏幕廣告，並刊登「炎燒亞洲，淪陷全球」字句為其應援，廣告亦登上海靜安寺大屏幕。

### 2018年：《最想去的地方》、《親愛的怪物》
炎亞綸發行EP《最想去的地方》，收錄兩首新歌以及《一路繁花相送》的主題曲，於3月14日舉辦新片發佈會。4月8日舉行EP台北簽唱會，吸引一千多位粉絲到場支持，預計為粉絲簽名一萬五千張EP。簽唱會只派發了五百張號碼籌，但人數遠超過本來的預計，最後簽了十四小時直至凌晨四點才結束。
出席Marvel Studios「漫威電影十週年慶典」，與陳奕迅、張杰、容祖兒、張靚穎一同助陣，並於現場獻上三首歌舞演出。
加入籃球競技節目《2018超級企鵝聯盟Super3星斗場》，加入藍色陣營並擔任海神隊隊長，節目集結16位明星隊長切磋籃球，並與吳尊、吳亦凡、白敬亭等藝人競逐在上海東方體育中心紅藍大戰，最終所在之藍色能量隊取得最終的勝利。
出席第六屆「十大華語電影」表彰典禮，以青年演員身份出席並作為年度女演員頒獎人，為前輩惠英紅頒發獎項。
時隔半年再次發行EP「親愛的怪物」，專輯概念親自操刀並以綿羊造型作為主視覺。，並登上央視音樂節目《全球中文音樂榜中榜》宣傳新歌「沉睡的巨人」，以最高票數獲得冠軍，更成為該節目全年歌手中獲得票數最多的藝人。

### 2019年：時裝周、《演員請就位》
拍攝玄幻電影《聊齋》系列之《鞏仙》，飾演男主角鞏嶸，首次嘗試武俠角色並提前接受武術訓練。
再次加入籃球競技節目《2019超級企鵝聯盟Super3星斗場》，加入藍色陣營並擔任海皇隊隊長，並成功進入於北京舉辦的總決賽，同期的競爭對手包括：李晨、鄭愷和蕭敬騰等。
參加演員競技類節目《演員請就位》，四位導師分別為陳凱歌、趙薇、郭敬明及李少紅，及後選擇加入陳凱歌導演戰隊，與鍾欣潼、明道、牛駿峰、趙文浩、陳若軒、沈夢辰成為晉級的戰隊成員，在節目裡不僅挑戰《琅琊榜》中蕭景琰一角，還嘗試了盲人、音樂人、殘疾人以及理髮師等不同角色，成功晉級總決賽並成為最終九強人選。
拍攝喜劇電影《水貨英雄》並擔任男主角，女主角為新生代功夫女星王智，電影主要於海南三亞取景，講述庸碌的男主人公誤打誤撞加入救援隊並最終成為英雄的故事。

### 2020－2021年：台灣索尼、主持事業
參加浙江衛視音樂節目《天賜的聲音》作為「飛行合夥人」，與汪蘇瀧共同演繹歌曲〈想自由〉，兩人均選擇導師張韶涵為合唱夥伴，最後被成功選中並合作演繹歌曲〈Say Something〉和〈沒離開過〉。
拍攝由公視與日本放送協會合作改編的迷你電視影集《路～台灣Express～》，擔任劇中男主角劉人豪Eric，與日本女星波瑠飾演的春香失聯又再次相遇的愛情故事。
首次擔任節目常駐主持，與吳姍儒、唐綺陽合作公視談話性節目《36題愛上你》，嘉賓包括吳青峰、鄭元暢、許瑋甯、韋禮安等人。
擔任第55屆金鐘獎頒獎典禮主持人，搭檔曾國城主持頒獎典禮壓軸環節，並出席慶功宴。
加盟索尼音樂，宣布啟動「音樂新火種」計畫，並於12月25日推出全創作專輯《摩登原始人》。設計師聶永真、陳聖智憑本専輯入圍第32屆金曲獎最佳裝幀設計獎，亦是炎亞綸的音樂作品首次獲金曲獎提名。
首次單獨主持節目，擔任華視、 三立音樂直播節目《LIVE ASIA超級週末現場》主持人，嘉賓包括吳映潔、李佳薇、動力火車、陳零九和閻奕格。
參與《2021超級巨星紅白藝能大賞》，演唱新歌〈火種之人〉及〈摩登原始人〉，是睽違七年後再次登上紅白舞台。
拍攝國際規格的邪教犯罪影集《我願意》，與姚淳耀擔綱雙男主，預計三月開鏡，年底播出。他宣布自2021年起，作為演員時使用本名。
10月2日，炎亞綸與吳姍儒、唐綺陽以實境談話節目《36題愛上你》獲得第56屆金鐘獎「綜藝節目主持人獎」。

### 2022年－現今
自疫情起，近年把事業重心放回台灣並開始跨界經營起自家YouTube頻道，2021年8月在個人頻道開新節目《IconiA》發佈首支影片。2022年3月19日播出參與了台灣首創以餐廳經營為主題的實境綜藝節目《來吧！營業中》的錄製，與5位藝人合力經營一間餐廳。
全新陣容，以美食小吃為主題的美食實境節目《嗨！營業中》除了上述四位原班人馬庹宗康、姚元浩、鬼鬼外 還加入新的搭檔，比如謝炘昊（浩子）、 莎莎（鍾欣愉）、張立東等藝人來體驗，擔任飲料部主管，10月1日在台視播出。
《嗨！營業中》第2季，除了上述四位原班人馬庹宗康、姚元浩、莎莎（鍾欣愉）外，還加入新的搭檔，比如婁峻碩、李玉璽、曾沛慈、鹿希派、張立東等藝人來體驗，炎亞綸擔任本店店長，5月20日在台視播出。

## 公益、代言、倡議
2015年，為實現30歲生日時許下的願望，炎亞綸號召粉絲一同前往海邊淨灘，後定於三芝海邊，活動約有200名粉絲響應。
2018年參與鳳凰網「美麗童行」廈門慈善晚宴，與應采兒、陳志朋等人作為助拍嘉賓。
出席天貓高校名人堂籃球巔峰之夜總決賽，與范丞丞一同擔任球隊經理人，球星史蒂芬·馬布里及孟克·巴特爾均有出席見證。
獲邀出席兩大時裝周，首先前往巴黎時裝周，並於春節出席紐約時裝周觀賞各大品牌的走秀。
受邀擔任2020國家地理路跑環保大使，拍攝有關生態保育的宣傳影片。
2020年，炎亞綸推出紀錄片《一炎一行》，耗時一年籌備並於八月份播出，呼籲人們關注地球保育與天災等環境議題。

## 其他事業

### 晴空鳥
2019年，他離開已合作15年的經紀公司華研國際音樂，並創立工作室「晴空鳥國際有限公司」，原公司之經紀人及助理亦跟隨其腳步過渡到新工作室。工作室由其母擔任公司代表人，公司名「晴空鳥」象徵「自由開闊不受拘束的飛翔」。
2023年6月1日宣布簽下李玉璽、蔡黃汝。2024年3月4日宣布簽下江宏傑、許孟哲。

### 火火選物
2020年炎亞綸與好友合資創立乾拌麵品牌「炎選絕品」（2021年更名為「火火選物」），於誠品發佈會推出四款口味品項。
2023年12月15日，發生邱耀樂性指控炎亞綸事件後，炎亞綸在IG限動貼出新品牌宣傳照表示「我帶著HONEY BUN在回來地球的路上」，宣告甜點副業「HONEY BUN」將在12月25日在官網及電商開售，明年1月15~1月31 台中新光三越中港店B1開快閃店。

### 茶明載波
2020年他合資創立手搖飲品牌「茶明載波」。
2023年6月21日，一位手搖飲前合夥人揭露合作時的衝突，批評炎亞綸個性自私、脾氣差且欠缺原則。 並在同年Me Too運動中發生邱耀樂性指控炎亞綸事件，被士林地方法院的檢察官認定沒偷拍不起訴，但傳性愛片給2網友部分還在審理中。但他的事業明顯受到影響，副業茶飲店「茶明載波」宣告永久停業。

### ON IDentify
2021年，成立服裝品牌「ON IDentify」，僅在網路販售。
2022年8月4日，因炎亞綸台獨立場，炎亞綸遭ON IDentify中國團隊以捍衛一個中國原則解除合作關係。

## 性愛影片案
2023年6月20日，抖音創作者耀樂在＃MeToo運動中控訴炎亞綸，稱在他16歲時強行發生男男性行為後，偷拍並外流性愛影片，最後拋棄之；同時指稱耳聞炎企圖以黑道威脅使之噤聲。面對耀樂的指控，炎亞綸發表聲明，一方面承認自己「做了最為糟糕的示範」，一方面否認主動外流性愛影片，宣稱外流是發生於修手機時。隔日耀樂舉行記者會交代事件詳情，炎亞綸突然到場當面向耀樂道歉，此舉造成耀樂情緒失控，並使記者會一度中斷。
記者會當日，臺東縣政府宣布取消炎亞綸在當年度「台灣國際熱氣球嘉年華」閉幕音樂會上的壓軸演出，國際青年商會中華民國總會公告撤銷其在2022年取得的第60屆中華民國十大傑出青年之當選資格。公視節目部宣布中止合作關係，將不播出由炎亞綸所主持的青年政治類談話節目《哈囉！你給問嗎？》。外送服務Uber Eats聲明終止與炎亞綸代言合約與廣告宣傳等活動。炎亞綸與劉家凱合作的數位單曲《活著沒什麼大不了》，原定21日在各大數位音樂平台全面上架，也因此在上架不到18小時後，又火速從數位平台全面下架，MV上架5天也一同撤下。當天傍晚，士林地檢署分案偵辦其涉嫌違反《兒童及少年性剝削防制條例》之案件，由婦幼專組檢察官指揮台北市政府警察局婦幼警察隊持續蒐集相關事證。
同年7月3日，炎亞綸遭地檢署傳喚召開偵查庭，以違反兒童及少年性剝削防制條例，諭令新台幣50萬元交保，已做限制出境出海。第18屆KKBOX風雲榜宣布頒獎典禮主持人之記者會，自同年6月26日延期至7月5日，並改由韋禮安擔任主持人。7月6日，第二季《嗨！營業中》實境節目製作公司好看娛樂表示炎亞綸已經向節目請假，剩餘4集部分將不參與節目錄製。7月31日抖音網紅耀樂在律師陪同低調現身士林地檢署，為指控炎亞綸在他未成年時，違反意願進行性行為出庭偵訊。
臺灣士林地方檢察署在2023年11月8日對炎亞綸依違反《兒童及少年性剝削防制條例》的製造少年為性交行為電子訊號、意圖散布而持有性影像影片2罪提起公訴。耀樂認為炎亞綸身為公眾人物仍然不正視自己的過錯，並試圖將犯罪行為美化成感情糾紛，甚至多次對外發布聲明混淆大眾視聽。當年確實不懂得如何保護自己，將與律師討論後提出再議。經臺灣高等檢察署審查後，認為檢察官調查完備，於2023年12月7日駁回耀樂聲請再議。
臺灣士林地方檢察署排定2023年12月21日上午首度開庭，並傳喚炎亞綸出庭應訊。2024年5月30日，臺灣士林地方法院宣判，以拍攝少年性交行為電子訊號罪、個資法等三项罪名，其中傳送有少年臉部特徵性影像給網友、非法利用個資，判刑四月，不得易科罰金；炎亞綸涉拍攝少年為性交行為之電子訊號罪，處有期徒刑六個月，可易科罰金，又犯非公務機關非法利用個人資料罪，處有期徒刑二月，可易科罰金。應執行有期徒刑7月，均緩刑3年，期間付保護管束。

## 個人生活
炎亞綸平日以運動作為消遣。健身方面，他偏好大眾化運動中心，平日最常造訪中山運動中心。除了運動，興趣是看電影和閱讀書籍，喜歡在社交媒體分享電影和看書心得。
炎亞綸偶像是職籃球星科比·布莱恩特，暱稱阿布亦因他而來。他自我形容為其瘋狂粉絲，並欣賞其永不放棄的精神。他家中有許多收藏品，並曾在兩次慈善籃球賽中和同場打球。炎亞綸也表示欣賞安吉丽娜·朱莉和莱昂纳多·迪卡普里奥，並尤其受到後者啟發。
2018年11月《鏡週刊》報導，炎亞綸與三名男子的接吻照和親密對話遭外流，男子之一指控炎亞綸同時交往三名男子。然而，隔日《蘋果日報》採訪之另一當事人說明三人交往時間軸並未重疊。炎亞綸返回臺灣後，寫下近400字道歉文，承認自己沒有處理好私生活，而據《壹週刊》報導，表示父母曾因為懷疑他的性向數度勒頸威脅自殺。事件被爆後，炎亞綸質疑爆料者意圖，否認報導內容，並表示：「這我和朋友之間私下場合的互動，希望大家不要過度放大。」

## 觀點及言論
炎亞綸經常於社交媒體發表評論，範圍涵蓋環保、社會、娛樂等領域，並經常直接向媒體和讀者溝通。

### 談飛輪海的友誼關係
炎亞綸在接受《中國時報》專訪時直言：「他們（團員）顧慮到我的感受嗎？考慮到我要怎麼存活嗎？」他也表示，目前只和吳尊有聯絡，因為對方是「真的把我當一起努力過的夥伴」。至於兩位團員不是朋友，也無法變成朋友，強調自己「演不了」。在坦言飛輪海彼此不熟後，又在《聯合報》專訪時透露：「出道之初，因為忙著和團員們耍心機，在台上4人各跳各的，明眼人都看得出來團員們不合，讓他越跳越心虛。」他在臉書上說：「一道牆撞了幾年頭破血流，試問你／妳還會繼續撞嗎？」
這番話讓同團的辰亦儒向媒體坦言：「我一直覺得很驕傲有飛輪海這個團體，沒有飛輪海也沒有今天的我們，沒有飛輪海也沒有今天這樣的成就。」透露過去團員的確有爭執，但不會搞小團體，彼此的情感都是真的，台上親嘴、擁抱是演不來的。但炎也說，對於過去的情感，他始終感謝，「但是不是好朋友，本來就要經營。」關於和另外三位成員聯絡與否，他無奈且有點哽咽地說：「現在我多說什麼，都是傷感情。」事後汪東城在微博發佈與吳尊、吳尊愛女NeiNei的合照，接著辰亦儒也發佈和汪東城、吳尊的合照，合照中獨缺炎亞綸。

### 太陽花運動
炎亞綸曾對服貿協議事件表達不滿。2014年3月19日在臉書發文：「煽動不理智的抗爭，這是民粹不是民主。」被網友質疑是挺服貿挨轟，隨即刪文，並稱是自己沒把話說清楚，造成網友誤解他的原意。並以英文留言表示，「我跟你們一樣也受傷了，也跟你們一樣期待有個美好的未來……，我們有能力、我們也有權利，而我們可以用智慧採取行動。」不過通篇英文發言，網友批：「不懂他想表達什麼。」炎亞綸兩小時後再度發文，這次改打中文：「不要曲解我的意思，我自己都還有朋友在立法院奮鬥，搞清楚再罵人。」反擊網友質疑。但事隔多日，炎亞綸面對同一話題時，卻低調模糊回答。

### 批評柯文哲
2015年3月8日台北市長柯文哲出席婦女節活動，在致詞時講到「進口」外籍配偶，引起軒然大波，事後柯文哲在道歉中將用詞不當歸咎於「長年待在醫院裡面，與社會有點脫節，社會化程度不夠」。對此，炎亞綸在臉書上發文：「講錯話都怪台大醫院...從小進出臺大醫院無數次，沒見過講話不得體的醫生，至少大部分都很『社會化』。家父情何以堪，哈哈哈家教的事情-『羅馬不是一天造成的』」指柯文哲沒家教。此言引發網友罵聲，但他再度發文表示不會因網友批評而從眾當牆頭草。但炎亞綸後來又發文道歉，承認「家教」二字是用詞不當、不尊敬長者，並表示未否定柯文哲的作為、他的確是會做事的市長，只是市長在用字遣詞時要思考。

### 下雨地震說
2015年4月20日發生規模6.4地震後，炎亞綸在臉書寫到：「好一陣子沒下雨，這週狂下雨把乾燥的土壤淋溼，因此地質鬆軟造成今天地震不斷。」隔日早上發文：「處於歐亞板塊和菲律賓板塊交接處的事情也不需要無限上綱。」他午間澄清自己從未表示下雨與地震有絕對關聯，並引用地震測報中心主任郭鎧紋的說法，但被本人駁斥。炎亞綸在網路被指正後回覆：「您是地質系的嗎？」。他隨後在網路上遭到揶揄嘲諷，其所屬華研音樂官網亦遭駭入。22日傍晚，他在臉書上道歉，表示：「對於我粗糙的丟出一個未經證實的理論來和粉絲討論，未說明或加上資訊來源或佐證資訊，造成大家擔心混淆視聽，影響莘莘學子錯誤的觀念，我確實可以再謹慎處理，抱歉。」最後補充：「經過證實，地震的確切主因為板塊擠壓造成（以正視聽）。」。
隔年，科學家發表在《地球與行星科學快報》上之研究指出，雨水在一定條件下確實可能引發地震，一些網友戲稱炎亞綸是先知，向他道歉，或說他應該去當地質系主任。

### 戲劇血汗加工廠
2016年炎亞綸在臉書寫與三立電視因不求進步及跨年晚會成否決名單事件鬧翻，之後更傳出三立得標臺北市政府跨年名單，因名單中有炎亞綸讓市長柯文哲不滿，反問三立「沒有別人了嗎？」更令炎亞綸覺得三立在搞小動作，雙方沒有和解趨勢。11月9日在臉書發文「親愛的大家，我沒有要出席所以不會有獎項，請各位不需要幫忙投票，請利用時間好好唸書充實自己，上班上課加油。 請支持我不想姑息戲劇血汗加工廠的理念，你的每一票都在殘害產業。」呼籲抵制拒投三立華劇票選。

### 批評谭德塞
COVID-19疫情爆发后，WHO总干事谭德塞备受争议，而他在4月8日点明有来自台湾的对他的谩骂与侮辱，引起海峡两岸争议。炎亞綸更是在臉書表達，除了標註譚德塞的帳號外，更用全英文砲轟「現在全球是怎麼受到你的誤導，導致数亿人感染與死亡，世界經濟損失和醫療系統超負荷等，我卻驚訝你敢在國際組織說出你自己的狗屎。」炎亞綸更怒嗆，「你何不直接閉嘴，做好你的工作！」此事件随后在新浪微博发酵，引起中國大陸网民极大不满。事後在新浪微博闡述不过中國大陸网民并不接受道歉，反而出现要求炎亚纶不要出现在中国大陆娱乐圈的声音。

### 台獨立場
2022年8月3日，適逢美國眾議院議長南西·裴洛西訪問台灣之际，炎亚纶在Facebook发布询问网友喜欢吃台式早餐还是美式早餐，被部分中国大陆網民认为是宣布台獨立场。随后8月4日，炎亚纶在2021年创立的服饰品牌“Onidentify无色标签”发声明与其切割。除此之外，炎亚纶在Instagram的粉丝群被改名为“世界上只有一个中国”之后，炎亚纶本人直接退出群组。有网友因此私信炎亚纶「原来你是台独啊，怪不得汪東城不喜欢你」「唐禹哲支持一個中國原則。他可以取代你与汪东城一个组合吗」，炎亚纶阅读此私信并直接屏蔽该网友。

## 音樂作品
- 《下一個炎亞綸》（2011年）
- 《紀念日》（2012年）
- 《DRAMA》（2014年）
- 《CUT》（2014年）
- 《最想去的地方》（2018年）
- 《親愛的怪物》（2018年）
- 《摩登原始人》（2020年）
- 《Vacation》（2021年）

## 演唱會

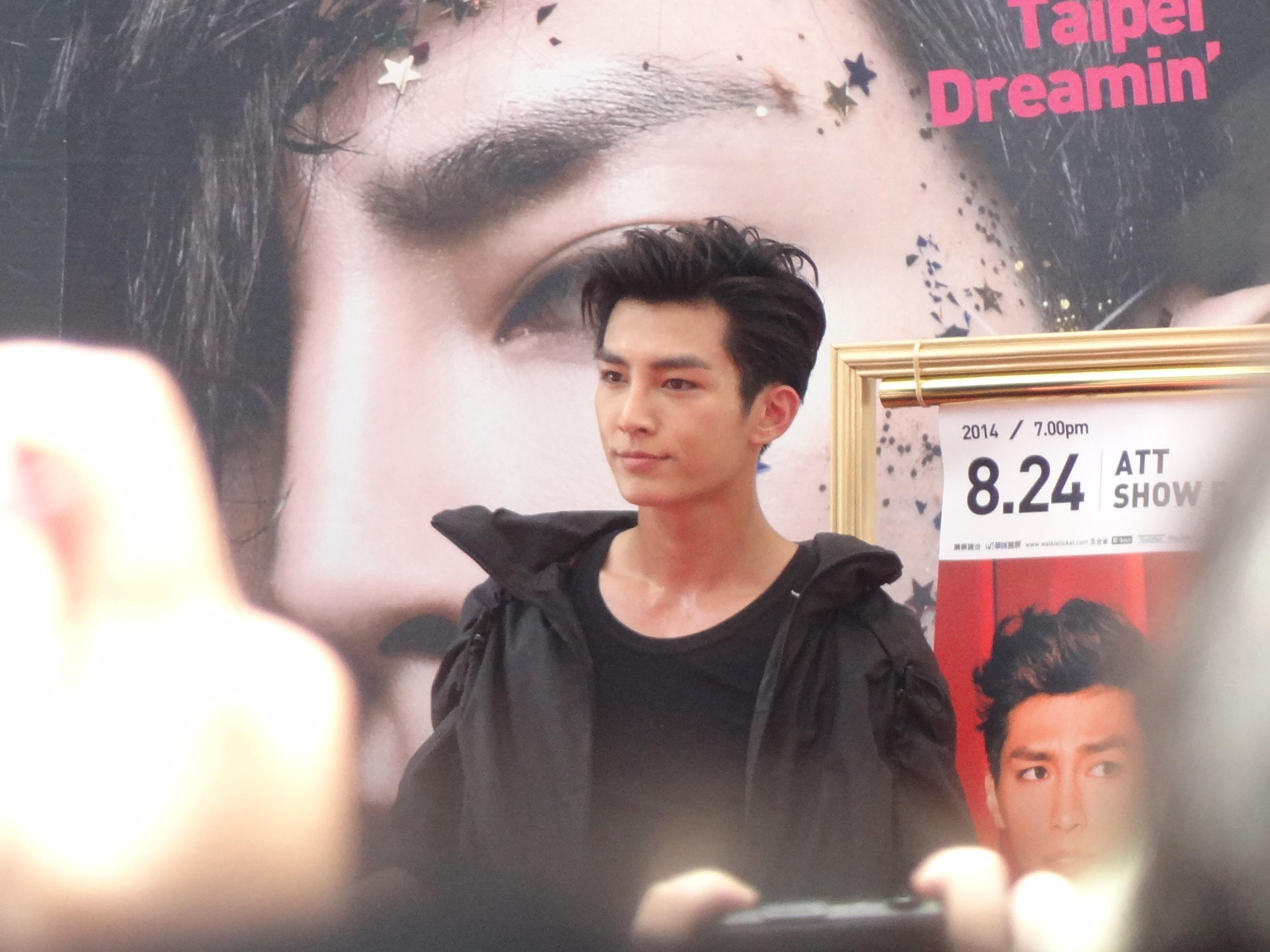
炎亞綸2014年在Cut簽唱會

舉辦至少30場個人演唱會以及音樂會，地點遍及台灣、北京、上海、香港、新加坡、東京、澳洲等。團體方面，參與至少25場演唱會，包括《想入飛飛世界巡迴演唱會》等。2013年5月開始，開展《炎亞綸睡不著音樂會》12場世界巡迴演出，包括：台北、香港、東京、廣州、北京、馬來西亞等地方。
| 年份          | 活動                                                       |
| 2010年        | 炎亞綸生日音樂會                                           |
| 2011年        | 一觸即發粉音樂炎歡會                                       |
| 2012年        | 自由生日演唱會                                             |
| 2013年-2014年 | 炎亞綸睡不著音樂會                                         |
| 2015年        | S.H.E × 炎亞綸 Forever Star演唱會（澳洲、新加坡）          |
| 2015年        | AARON 「Gelato」 Release Special Live                      |
| 2015年        | A-Lin x 林俊傑 x 炎亞綸 炫音狂熱演唱會                     |
| 2016年        | LISTEN傾聽生日音樂會                                       |
| 2018年        | 怪物亞綸生日趴音樂會                                       |
| 2019年        | doki大爬梯 x 炎亞綸生日音樂會                              |
| 2021年        | Bblab（苾萊寶）x 炎亞綸生日粉絲見面會                      |
| 2022年        | Dolfanx 炎亞綸粉絲VIP見面會 /Yahoo YT x Yan stay線上見面會 |
| 2022年        | 台北華山粉絲見面會 /Samsung Galay Z粉絲見面會              |
| 2022年        | 炎宇宙台北演唱會                                           |
| 2023年        | 炎宇宙日本演唱會                                           |
| 2023年        | 台北燃燒宇宙粉絲見面會                                     |
| 2024年        | 日本Fan Event at TOHOKU                                    |
| 2024年        | 台北生日粉絲見面會                                         |
| 2025年        | 日本沖繩粉絲見面會                                         |

## 影視演出及主持
2022年9月14日高雄衛武營國家藝術文化中心 feat「黃韻玲：衛武營小時光」。

## 出版作品
| 年份   | 日期     | 書名                            | 備註   |
| 2013年 | 8月30日  | 《第一本成長備忘錄 夢遊私台北》 |        |
| 2013年 | 12月18日 | 《Taipei Dreamin'夢遊私台北》   | 日文版 |
| 2019年 | 4月      | 《靈魂冒險王》I                 |        |
| 2019年 | 6月      | 《靈魂冒險王》II特別版          |        |
| 2019年 | 11月20日 | 《生日限定寫真》                | 電子版 |
| 2019年 | 12月22日 | 《聖誕主題寫真》                | 電子版 |